# Otto Luttrop
Otto Luttrop (Bönen, 1º marzo 1939 – Agno, 21 novembre 2017) è stato un allenatore di calcio e calciatore tedesco, di ruolo centrocampista.

## Palmarès

### Giocatore
- Campionato tedesco occidentale: 1

Monaco 1860: Fußball-Bundesliga 1965-1966
- Coppa di Germania: 1

Monaco 1860: 1963-1964
- Coppa Svizzera: 2

Lugano: 1967-1968
Sion: 1973-1974